# روبرتو لاگو
روبرتو لاگو (اسپانیایی: Roberto Lago‎؛ زادهٔ ۳۰ اوت ۱۹۸۵) بازیکن فوتبال اهل اسپانیا است.
از باشگاه‌هایی که در آن بازی کرده‌است می‌توان به سلتاویگو و ختافه اشاره کرد.